# Crayon Shin-chan: Densetsu o yobu Buriburi - Sanpun pokkiri dai shingeki
Crayon Shin-chan: Densetsu o Yobu Buriburi: Sanpun Bokkiri Daishingeki  (クレヨンしんちゃん 伝説を呼ぶブリブリ 3分ポッキリ大進撃 Kureyon Shinchan: Densetsu o Yobu Buriburi: Sanpun Bokkiri Daishingeki) là một bộ phim anime 2005. Đây là phim thứ 13 dựa trên manga và anime hài Crayon Shin-chan. Phim được công chiếu ở các rạp Nhật Bản vào ngày 16 tháng 4 năm 2005.
Phim được sản xuất bởi Shin-Ei Animation. Sau đó phim được phát hành DVD ở Nhật Bản vào ngày 25 tháng 11 năm 2005.